# Jerzy Koszla
Jerzy Koszla (ur. 3 października 1935 w Guthrey, Saint-Valler, Francja, zm. 17 września 1959 pod Sobieszowem), polski saneczkarz, specjalista torów lodowych, mistrz Polski, wicemistrz świata.
Był synem Eugeniusza (montera-energetyka) i Stefanii z Zagwojskich. Do 10. roku życia wychowywał się we Francji, w 1947 razem z rodziną zamieszkał w Karpaczu. Kształcił się w zakresie fotografiki i pracował w Spółdzielni Fotograficznej w Karpaczu, następnie w Funduszu Wczasów Pracowniczych (jako przewodnik-instruktor kulturalno-oświatowy).
Od 1950 należał do Klubu Sportowego „Śnieżka” w Karpaczu. Początkowo uprawiał narciarstwo alpejskie, zarówno konkurencje techniczne, jak i szybkościowe. W 1952 zajął się saneczkarstwem, już po około 2 latach wszedł do czołówki krajowej i został reprezentantem Polski. W latach 1955–1957 zdobywał mistrzostwo Dolnego Śląska, a w 1956 sięgnął po mistrzostwo Polski w prestiżowej konkurencji jedynek. Największy sukces odniósł na III Saneczkowych Mistrzostwach Świata w Krynicy, rozgrywanych w lutym 1958 – w parze z Janiną Suszczewską zdobyli wicemistrzostwo świata w konkurencji dwójek mieszanych. Za sukces ten został odznaczony brązowym medalem „Za osiągnięcia sportowe”.
Rok później zginął w wypadku motocyklowym.
Źródła:
- Kazimierz Toporowicz, Jerzy Koszla, w: Polski Słownik Biograficzny, tom XIV, 1968-1969
- Władysław Zieleśkiewicz, Gwiazdy zimowych aren. Encyklopedia sportu, Warszawa 1992